# Lískulka
Lískulka je český animovaný televizní seriál z roku 1998 vysílaný v rámci Večerníčku. Autorkou námětu na seriál i samotného scénáře byla Irena Gálová. Seriál nakreslila Vlasta Baránková. Hudbu k seriálu složil Zdeněk Zdeněk. Režie se ujala Nataša Boháčková. Pohádky namluvila Blanka Zdichyncová. Bylo natočeno 13 dílů po 9 minutách.

## Děj
Narodila se z lískového oříšku, právě když nad lesem vycházelo sluníčko. Vypadá úplně jako človíček, jenže na hlavičce má dvě tykadla. Protože se narodila z lískového oříšku, sama si dala jméno Lískulka. Je veselá, neposedná, odvážná, dovede si krásně vymýšlet. A především je moc zvědavá. Chce všechno vidět, všude strčí nosík, ke všemu se připlete. Bydlí v oříškovém domečku na mýtince pod lískou a kamarádí se s broučky i s lesní vílou Lesankou. Spolu prožívají příběhy veselé, ale i napínavé.

## Seznam dílů
1. Jak si Lískulka našla kamarády
2. Jak si Lískulka zařídila dům
3. Jak Lískulka a broučci zachránili berušku
4. Jak Lískulka poznala vílu Lesanku
5. Jak Lískulka unikla zlému křižákovi
6. Jak si Lískulka našla nové kamarády
7. Jak se Lískulka dostala mezi lidi
8. Jak Lískulka ušila boudu na draka
9. Jak Lískulka utancovala vodníka
10. Jak Lískulka odklela mořské panny
11. Jak Lískulka odmítla dělat služtičku
12. Jak Lískulka udělala z obra drobečka
13. Jak se Lískulka vrátila do rodného lesa